# Federació Nacional Autònoma de Futbol d'Hondures
La Federació Nacional Autònoma de Futbol d'Hondures, també coneguda per l'acrònim FENAFUTH, és l'òrgan de govern del futbol hondureny i està afiliada a la Federació Internacional de Futbol Associació (FIFA) des de 1946, a la Confederació del Nord, Centreamèrica i el Carib de Futbol Associació (CONCACAF) des de 1961 i a la Unió Caribenya de Futbol (UNCAF) des de 1990. La Fenafuth és la responsable de la preparació de totes les seleccions nacionals d'Hondures i de vetllar pel compliment de la normativa de la Fifa a través de les comissions d'àrbitres i de disciplina.

## Història
La història del futbol hondureny es remunta a 1896, quan van arribar a Puerto Cortés passatgers provinents d'Europa, concretament el fill d'immigrants francesos Julio Luis Ustaritz que, entre el seu equipatge, hi portava una pilota de futbol. L'any 1906, el govern d'Hondures va contractar al professor guatemalenc, Miguel Saravia, que es va encarregar d'ensenyar la pràctica del futbol a la Escuela Normal de Varones de Tegucigalpa.
L'any 1912, es va fundar el Club Deportivo Olímpia, que és considerat l'equip més antic d'Hondures, però el futbol hondureny no començaria a expandir-se fins a la dècada dels 20, amb la fundació del Club Deportivo Motagua a la capital, el Club Deportivo Marathon i el Real Club Deportivo España a San Pedro Sula. el Club Excelsior a Puerto Cortés i el club Naco a La Ceiba.
El 1935, es va començar a organitzar el futbol hondureny amb la fundació de la Federación Nacional Deportiva Extraescolar, el 1946 es va afiliar a la Fifa i no va ser fins al 1980 que va canviar a la denominació actual de Fenafuth.

## Organització
El futbol d'Hondures s'organitza en tres lligues de futbol: la Liga Mayor de Fútbol o de tercera divisió, la Liga de Ascenso o de segona divisió i la Liga Nacional de Fútbol Profesional o de primera divisió, que és el torneig professional de futbol més important d'Hondures. Es va fundar el 10 de mayo de 1964 i la conformen deu equips.
Pel que fa a les seleccions, la Fenafuth es la responsable de la selecció nacional absoluta i de les seleccions nacionals sub-15, sub-17, sub-20 i sub-23